# 単位円板

ユークリッド単位開円板

数学における平面上の点 P の周りの（あるいは P を中心とする）単位開円板（たんいかいえんばん）もしくは開単位円板（かいたんいえんばん、英: open unit disk/disc）とは、点 P からの距離が 1 より小さい点全体の成す集合
{\displaystyle D_{1}(P)=\{Q:d(P,Q)<1\}}
を言う。同様に点 P を中心とする単位閉円板（たんいへいえんばん）もしくは閉単位円板（へいたんいえんばん、英: closed unit disk）とは、点 P からの距離が 1 以下となるような点の軌跡
{\displaystyle {\bar {D}}_{1}(P)=\{Q:d(P,Q)\leq 1\}}
を言う。単位円板は円板や単位球体の特別な場合である。
特段の限定なしに単に単位円板と言ったときは、原点中心の通常のユークリッド計量に関する開円板 {\displaystyle D_{1}(0)} を意味するのが普通である。これは原点を中心とする半径 1 の円周が囲む領域の内部である。またガウス平面 C を考えれば、絶対値が 1 より小さい複素数全体の成す集合とも同一視される。C の部分集合と見たときの単位円板はしばしば {\displaystyle \mathbb {D} } ないし {\displaystyle \Delta } で表される。

## 開単位円板、平面、上半平面
複素函数
{\displaystyle f(z)={\frac {z}{1-|z|^{2}}}}
は単位開円板からガウス平面への実解析的かつ全単射な函数の一例である（逆函数もまた解析的）。従って、二次元の実解析的多様体と見做した単位開円板は、平面全体と（実解析的）同型である。特に、単位開円板は全平面に同相である。
しかし単位開円板から全平面への等角全単射は存在しないから、単位開円板とガウス平面はリーマン面としては異なる。 
一方、単位開円板から上半平面への等角全単射が存在するから、リーマン面としては単位円板は上半平面に同型（双正則または等角同値）である（もっと一般に、リーマンの写像定理は「ガウス平面上の全平面でない任意の単連結開集合から単位開円板への等角全単射がとれる」ことを主張する）。これにはよく用いられるものが二種類あり、その一つはメビウス変換
{\displaystyle g(z)=i{\frac {1+z}{1-z}}}
（これはケーリー変換の逆変換）である。幾何学的には、実軸を折り曲げて圧縮して、上半平面を単位円板の内部に、実軸をその円周に（一番上の点には「無限遠点」がくるように）したものと考えればよい。また別の等角全単射を二つの立体射影の合成として構成することもできる。初めに、射影の中心としての単位球面の「南極」をとることにより、単位円板は単位上半球面の上へ立体投影される。次にこの上半球面は、接点と反対側にある半球面上の点を射影の中心とすることにより、それに接する垂直半平面の上へ横向きに射影される。
単位円板と上半平面はハーディ空間に対する領域としては置き換えが可能でない。この違いを生む理由として、単位円は（一次元の）「有限」ルベーグ測度を持つが、実数直線はそうでないという事実がある。

## 双曲空間
単位開円板上にポアンカレ計量と呼ばれる新しい計量を導入することにより、単位開円板は双曲平面の模型としてしばしば用いられる。既に述べた単位開円板と上半平面との間の等角写像を用いれば、この模型は双曲平面のポアンカレ上半平面模型に読み替えることができる。ポアンカレ円板とポアンカレ上半平面はともに双曲空間の「等角」模型（即ち、両模型における角度 (angle measure) は双曲空間におけるそれと一致する）であり、その結果それらの間の変換で小さな図形の「形」は保たれる（ただし「大きさ」は変わるかもしれない）。
単位円板上にはクライン模型と呼ばれる双曲空間の別な模型も構築することができる。これは等角模型ではないが、この模型における直線が双曲空間における直線に対応するという性質を持つ。

## 通常以外の距離に関する単位円板

上からユークリッド距離、タクシー距離、チェエビシェフ距離に関する単位円板

通常の距離以外の距離函数に関する単位円板を考えることもできる。例えばタクシー距離やチェビシェフ距離に関する単位円板は正方形のように見える（しかし、台となる位相はユークリッド距離からはいるものと同一である）。
ユークリッド単位円板の面積は π でありその周長は 2π であったが、それと対照的に、タクシー距離に関する単位円板の周長は 8 である。1932年にゴウォンブは、ノルムから生じる距離であってそれに関する単位円の周長が 6 から 8 の任意の値を取るようにできるものが存在することを証明し、それらの極値（6 および 8）が得られる必要十分条件が、単位円板がそれぞれ正六角形および平行四辺形となることであることを示した。